# Bunratty International Chess Festival

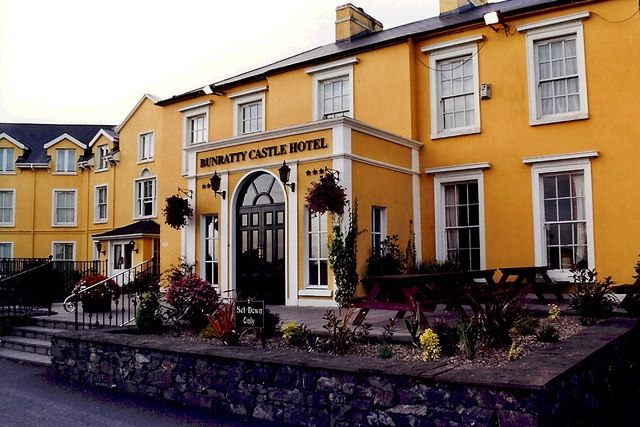
Das Bunratty Castle Hotel, seit 2010 Austragungsort des Turniers

Das Bunratty International Chess Festival ist ein Schachturnier, das jährlich im Dorf Bunratty in der Nähe von Limerick im County Clare an der irischen Westküste stattfindet. Es wurde 1994 erstmals ausgetragen und ist mit rund 300 bis 350 Teilnehmern das populärste und größte offene Schachturnier in Irland.
Das Turnier umfasst sechs Runden im Schweizer System, die an einem Wochenende im Februar von Freitag bis Sonntag ausgespielt werden. Das Teilnehmerfeld wird anhand der Wertungszahlen der Spieler in vier Gruppen – Masters, Challengers, Major und Minor – eingeteilt und umfasst in der Masters-Gruppe mehrere Großmeister, Internationale Meister und weitere Titelträger. Die Preisgelder für die vier Gruppensieger liegen zwischen 300 Euro in der Minor-Gruppe und 1000 Euro in der Masters-Gruppe.
Zu den Siegern der Masters-Gruppe zählten bisher unter anderem Nigel Short (2016, 2017, 2020), Wesley So (2015), Gawain Jones (2011, 2014), Michael Adams (2012, 2013), Alexander Baburin (1995, 2010), Peter Swidler (2008, 2009), Joel Benjamin (2007), Simon Williams (2006), John Nunn (2003), Mark Hebden (2001), Sergey Tiviakov (1999, 2018), Luke McShane (1998, 2019), Jonathan Speelman (1997) und Daniel King (1996).
In den Jahren 2021 und 2022 fand wegen der COVID-19-Pandemie ersatzweise jeweils ein auf dem Schachserver Chess.com online ausgetragenes Blitzschach-Turnier statt. Seit 2023 musste das Bunratty Chess Festival in jedem Jahr abgesagt werden, weil das als Austragungsort genutzte Bunratty Castle Hotel wegen der Unterbringung von Flüchtlingen nicht zur Verfügung stand. 